# Laurel und Hardy: Atoll K
Atoll K (in Deutschland und Österreich auch gezeigt als Dick und Doof erben eine Insel und Die beiden Robinsons auf Atoll K, in den USA als Utopia) ist eine französisch-italienische Filmkomödie mit Stan Laurel und Oliver Hardy. Es war der letzte Film, in dem das Duo mitspielte.

## Handlung
Mr. Laurel reist nach London, um die Erbschaft seines verstorbenen Onkels anzutreten. Oliver Hardy begleitet ihn als sein „Schatzmeister“ (financial exchequer). Die beteiligten Anwälte behalten jedoch von der ererbten großen Geldsumme soviel für Abzüge, Honorare, Steuern usw. ein, dass fast nichts mehr übrig bleibt. Außerdem umfasst die Erbschaft eine Yacht, die in Marseille liegt, und eine Südseeinsel.
In Marseille nehmen Laurel und Hardy ihre Yacht in Besitz und verladen den Proviant für die weite Reise. Antoine, ein Staatenloser, versucht wieder einmal erfolglos an Land zu kommen. Ebenso erfolglos versucht Giovanni, ein italienischer Maurer, der sich nicht mehr von Chefs und Kunden herumkommandieren lassen möchte, als blinder Passagier Marseille zu verlassen. Ein mitleidiger Kapitän vermittelt Antoine als Mechaniker und lässt ihn mit einem Kran auf der Yacht von Laurel und Hardy absetzen. Die Reise beginnt. Giovanni, der sich heimlich an Bord der Yacht geschlichen hatte, wird auf hoher See entdeckt. Wohl oder übel setzen sie die Fahrt zu viert fort. Nachdem der Motor ausfällt und auch das Segel über Bord geht, werden die Seefahrer von einem Unwetter überrascht. Sie stranden schließlich auf einer Insel, die aus dem Meer aufgetaucht ist. Die Insel, reich an Fisch, fruchtbar und groß genug, um dem Beispiel Robinson Crusoes folgend in Besitz genommen zu werden, erweist sich als wahres Paradies.
Die Handlung springt nach Papeete, Hauptstadt von Tahiti. Dort soll die Hochzeit des Marineoffiziers Jack Frazer mit der Nachtclubsängerin Chérie Lamour geschlossen werden. Die Brautleute zerstreiten sich jedoch über die Frage, ob Chérie nach der Hochzeit weiter ihre Karriere als Sängerin verfolgen kann. Jack lässt ihr Ultimatum verstreichen und Chérie flieht auf dem Schiff von Captain Dolan. Dessen eifersüchtige Ehefrau setzt sie jedoch in der Nähe der Insel aus und Chérie wird freundlich in die Männergesellschaft aufgenommen.
Frazer, der eine Expedition zur Vermessung der Insel leitet, entdeckt dort Uran. Nun ergibt sich die Frage, welchem Land die Insel mit ihrem wertvollen Schatz zusteht. Das Land, dessen Staatsbürger als erstes das Land betreten hat, soll das Territorium zugesprochen bekommen. Da das aber Antoine, der Staatenlose, war, kann kein Staat Besitzansprüche an der Insel (nunmehr offiziell als „Atoll K“ bezeichnet) geltend machen und die vier Robinsons und Chérie gründen ihren eigenen Staat „Crusoeland“ mit Verfassung („Keine Gesetze, keine Pässe, keine Gefängnisse, keine Steuern und kein Geld“), Regierung und Fahne. Ollie wird Präsident, die anderen Minister, für Stan bleibt nur die Rolle des Volks. Die Insel und ihre freie Verfassung locken eine Unzahl Menschen aller Nationalitäten an, auch zwielichtige Gestalten, die ihren persönlichen Vorteil aus der Situation ziehen wollen. Als die Regierung versucht, dagegen mit Gesetzen vorzugehen, wird sie von den manipulierten Massen unter Führung des Schurken Alecto gefangen gesetzt und soll hingerichtet werden. Chérie gelingt es, Lt. Frazer über Funk um Hilfe zu bitten und ihre Freunde zu befreien.
Ein erneutes Unwetter lässt die Insel wieder im Meer versinken. Frazer rettet Chérie und ihre Freunde. Chérie heiratet endlich ihren Leutnant, Giovanni geht zurück nach Italien und baut dort missmutig Holzzäune, Antoine wird Opfer eines hungrigen Löwen, als er wieder einmal versucht, sich an Land zu schmuggeln. Stan und Ollie erreichen endlich ihre Südseeinsel und werden von Lt. Frazer reichlich mit Proviant versorgt. Leider müssen sie erfahren, dass die Insel wegen ausstehender Steuerzahlungen gepfändet wurde und ihr Proviant als Säumniszuschlag beschlagnahmt ist. Oliver Hardy kommentiert das gegenüber Stan Laurel zum letzten Mal mit „That's another nice mess you got me into!“.

## Hintergrund
Dies war Laurel und Hardys letzter Film. Laurel und Hardy hatten seit fünf Jahren keinen Film mehr gedreht und absolvierten in dieser Zeit mehrere Bühnentourneen in den USA und in Europa. 1950 erhielten sie das Angebot, erstmals in Europa einen Film zu drehen: Atoll K. Stan Laurel überarbeitete das Drehbuch vollständig, was aber (wie immer) nicht in den Credits genannt wird. Hilfe bekam er von US-Regisseur John Berry, der, vor dem Komitee für unamerikanische Umtriebe als Kommunist denunziert, in Hollywood keine Arbeit mehr fand und deshalb in Europa Arbeiten an Filmen annahm. Auch er wurde deshalb nicht in den Credits genannt. Die Außenaufnahmen begannen im extrem heißen Sommer 1950 in der Nähe von Marseille. Die Dreharbeiten fanden unter sehr schweren, unprofessionellen Bedingungen statt. Sie wurden durch gesundheitliche Probleme von Ollie und Stan (was man besonders Stan im Film auch ansieht) sowie Kommunikationsprobleme (Laurel und Hardy sprachen kein Französisch und Regisseur Joannon nur wenig Englisch) zusätzlich erschwert, mussten wegen eines Krankenhausaufenthalts von Stan Laurel sogar für mehr als zwei Monate unterbrochen werden und endeten mit erheblicher Verzögerung im April 1951. Stan Laurel soll sich den fertigen Film nie angesehen haben.

## Deutsche Fassung
Der Film erschien unter den Titeln Atoll K, Dick und Doof auf Atoll K bzw. später als Dick und Doof erben eine Insel in einer Synchronisation aus dem Jahr 1951, die bei der Internationalen Film-Union (IFU) in Remagen erstellt wurde. Die Dialoge schrieben Werner Völger und Wolfgang Schnitzler. Walter Bluhm sprach Stan und Hermann Pfeiffer Ollie. Es handelt sich um die einzige Synchronfassung dieses Films, die auch auf DVD erschien.

## Kritiken
Die Kritiken fielen großenteils negativ aus, und der Film gilt heute als einer der schlechtesten des Duos. Das Lexikon des internationalen Films schrieb:„Trotz manch guter Gags ein trauriger Abgang der allzusehr von Krankheit und Alter gezeichneten Komiker“. Auch die TV Spielfilm kommentiert: „Trauriger Abgang der Komiker-Genies“.
Zu einer etwas differenzierteren Bewertung kommt der britisch-amerikanische Filmhistoriker William K. Everson: „Der letzte Film von Laurel & Hardy war ein mutiger Versuch, etwas Neues zu versuchen, insofern ist Atoll K ein erfreulicheres Unternehmen als die Mehrzahl ihrer späten Hollywood-Filme [...] [Der Film litt unter anderem] unter dem erbarmungswürdigen Anblick, den Stan Laurel selbst bot. Er war vor und während der Dreharbeiten krank gewesen und sieht in Atoll K sehr viel älter und kränker aus als zehn Jahre später, kurz zu seinem Tode. Wenn er hier zum ersten Mal auftritt, ist man so bestürzt, dass einem überhaupt nicht mehr nach Lachen zumute ist, und selbst wenn man diesen ersten Schock überwunden hat, fühlt man sich noch zu unbehaglich, um sich wirklich zu amüsieren. Von all dem abgesehen ist Atoll K nicht ohne Charme und hat keinesfalls die totale Obskurität verdient, in der er versunken ist.“ Auch der Laurel-&-Hardy-Kenner Norbert Aping rehabilitiert den Film in seiner 2007 erschienenen Dissertation Laurel und Hardy auf dem Atoll. Aping weist zudem darauf hin, dass dieser bisher nur in einer verstümmelten, wesentlich gekürzten und schlecht synchronisierten Fassung zu sehen war.

## Premieren
| Datum             | Land           |
| ----------------- | -------------- |
| 17. Oktober 1951  | Frankreich     |
| 25. Oktober 1951  | Italien        |
| 14. Dezember 1951 | Österreich     |
| 21. Dezember 1951 | Deutschland    |
| 25. April 1952    | Finnland       |
| 1953              | Großbritannien |
| 14. Dezember 1954 | USA            |